# Манастир Липље
Липље је православни хришћански манастир који се налази у селу Горње Липље између Котор Вароша и Теслића, у Републици Српској, БиХ. Припада Епархији бањалучкој Српске православне цркве.

## Положај
Манастир се налази у селу Липље, код ушћа потока Млијечница у ријеку Бистрицу, под Осојем. Зато се током постојања назива понекад и „Осовички” или „Осовица”. До Липља се долази одвајањем са обласног пута Добој-Бања Лука, на просторе општине Теслић, око 25 километара западно од Теслића на мјесту под називом Клупе. Из правца Бањалуке, одвајање се врши у мјесту Врбањци на простору општине Котор Варош, који води кроз шуму, те је стога мање проходан.

## Прошлост
Према народном предању, манастир је задужбина Светог Саве. То је био основни разлог зашто је на камену постављеном на западном порталу при обнови вршеној 1867—1879. године наведено да је манастир основан 1219. године. Насеље Липље се помиње 1273. године, али изричито манастир помиње се тек крајем 15. вијека у Крушевском поменику. Сачуван је међутим стари манастирски печат од бронзе на којем је угравирана година 1330, који демантује да ту није био манастир. Печат је међутим припадао манастиру Осовици, чија је храмовна слава била „Благовјештење”. Данас је јасно, према тврдњи Јустина Ћелијског, манастир је задужбина краља Драгутина са краја тринаестог (13.) вијека, иако је вјероватно и он саграђен на подлогама неке старије цркве. У повијесним записима се помиње под два имена: Липље и Осовица, а веома често у истим изворима под оба назива. Године 1883. се каже да у ствари постоје два Липља, оба са храмовним развалинама. Заиста су постојала два манастира (који су вјероватно и славили различите славе) или са неким другим положајем, јер постоје писани докази. У једном допису из 1612. године помињу се осовички настојатељ јеромонах „кир Христифор” и старац липљански "кир Герасим. Манастир тај био је посвећен Св. Николи, а тадашњи дабробосански митрополит био је Теодор.
Манастир је првобитно био посвећен Св. Николи, али је послије обнове у 19.вијеку посвећен Блоговијестима Пресвете Богородице. Спада у ред већих и виших средњовјековних обредних грађевина (око 20 м).
У манастиру је дуго, можда већ од самог оснивања, радила преписивачка радионица. Судећи према подацима из разних извора, до почетка 17. вијека манастир је био у пуном процвату. Почетком 17. вијека, односно 1615. године, доживљава несрећу: у великој поплави је оштећен манастир и његова имовина, а неколико становника манастира је погинуло. Липљански Преписивач „немоћни и луди” Данило каже:
Манастир је потом обновљен, али на новом мјесту, неколико стотина метара ниже, на малом узвишењу. Наредна несрећа се десила 1696. године, када је манастир опљачкан и спаљен од стране Турака, који су „проклета и безбожна агаренска чеда”. Податак је оставио „грјешни скитач” Стефан Раваничанин у једној србуљи манастира Ступље. Тада манастир остаје напуштен преко 200 година. Али опет, то мјесто је и даље било свето и посећено, и ту се народ окупљао са свештенством. Године 1746. осветио је митрополит Гаврило, мало Јеванђеље и антимис за Липље. Обнову тек у другој половини 19. вијека покренуо свештеник Коста Душанић. Радови на новој обнови су завршени 1879. године. Дозвола — ферман од султана за ту обнову добијена је 1858. године, али је обнова тек почела 1867. године, јер су мјесни Турци намјерно одуговлачили. Мада је султан Абдул Меџид хан у ферману изричито наредио својим чиновницима  да не праве сметње градњи и да не траже мито од народа. Радови су коштали, како неки извори наводе 1700 дуката, а радовима су руководили свеештеници: поп Коста Душанић (из Прибинића), поп Ристо Јунгић — Пулија (из Шњеготине), поп Стојан Станковић — Шпица (из Чечаве), као и „тежак из Липња” Илија Вуковић. По другом извору, трошак градње је премашивао 2500 дуката, а над десетогодишњом радњом бдио је „мајстор-баша” Јосо Максимовић из Бањалуке. Иконостас за који се каже да је незнатне умјетничке вриједности, осликао је други Бањалучанин, Лазар Јовановић. Године 1922. уз фасаду је дозидан и звоник, који је касније уклоњен. Од тада је манастир имао улогу парохијске цркве, све до 1965. године, када поново почиње да дјелује као манастир.
Године 1984. извршено је још једно веће обнављање манастира. Том приликом је у унутрашњости манастира постављена плоча са сљедећим текстом:
Манастирски конак је 9. августа 1998. године осветио патријарх српски Павле.
Данас, братство манастира чине три монаха и једна монахиња.
У манастиру је 1967. године замонашен и данашњи епископ бањалучки Јефрем, а 2002. и епископ ремезијански Стефан [ Шарић] , гдје је и једно вријеме вршио мјесто намјесника манастира.

## Градитељство
Манастир Липље има изражене дијелове рашке школе градње коју одликују, једнобродна основа са правоугаоним бочним пјевницама, као и једном унутрашњом и спољном светилишном апсидом и паравоугаоном припратом. Примјетна је и купола са осмостраним тамбурама, високо постављена, на високо украшено четвртасто постоље. Купола је постављена на четири носећа стуба, са системом полуоблачастих лукова и сводова не великог распона, али изразите висине коју подупиру кубе.
Када је у питању спољашњост манастира, зидови су рађени ломљеним каменом, који је у обновама касније малтерисан, што је било примјетно током посљедње обнове ове грађевине. Под је сачињен од обрађених камених плоча, што је вјероватно резултат накнадног рада. Као и градња, украсни дијелови су везани за рашко предање као што су степенаста профилација око лучно завршених прозора, плитке слијепе аркаде на вијенцима апсиде и слични дијелови.
Такође, манастир је био и фрескописан. Међутим, послије аустро-турског рата 1690. године, приликом повлачења Турци су скинули оловни кров са манастира и однијели. Наредних 180. година манастир је био без крова те је фрескопис због свих непогода уништен.

## Вриједности богомоље
Иако је манастир Липље био познат по свом преписивачком раду, данас посједује само мању збирку старих књига. Данас је сачувано врло мало примјерка тих рукописа, а то су комадићи „канона Богородици” и „октоих петогласник” са додатком стихира и канона. Од књигопечаћених књига ту су „Требник”, књигопечаћен у милешевској књигопечатници 1546. године, „Служебник” у издању Божидара Вуковића из 1519. године и „Псалтир” од итог издвача из 1519. или 1520. године. Постоји још један пјесневац у издању сина Божидара Вуковића, Вићенца, из 1546. године, као и влашка књигопечаћена књига „Коресијев зборник” из 1579. године.
Пошто манастир Липље дијели исту судбину са манастиром Ступље, то значи да је у току ратних дешавања уништаван и напуштен, па су већина монаха прешли у манастор Ораховицу, и том приликом пренијели списе, који су чувани у истом манастиру до 1991. године. Доказ за то јесте и рукопис у пјесневцу (недовршеном) са сљедећим садржајем: „Овај Псалтир је из манастира Липља, из цркве Ваведења…”. У истој књизи је забиљежено сљедеће: „Овај Псалтир Хри(с)те Липљана приложи се у манастир Ораховицу уа потребе црквеног богослужења. И сви су одреда рекли: ако се неко дрзне да узме из богомоље, па макар био тај и свјештеник, ђакон или настојатељ, нека је проклет и нека буде кажњен заједно са онима који су Христа разапели на крст”.
Поред књига, један од ријетких сачуваних драгоцјености јесте и сликани антиминс из 1746. године. Из два нађена записа се сазнаје да је освећен од стране митрополита дабробосанског Гаврила Михаиловића, док је за његову израду био задужен архиђакон Герасим. Записи не говоре гдје је освештан и коме је био намијењен. На антиминсу је насликано полагање Христа у гроб, са Јосифом из Ариматеје и Никодимом, док је у позадини велики крст са трновим вијенцем. У угловима су насликани медаљони са ликовима јеванђелиста и њихових симбола, а по бочним странама су цвјетни прикази са красописним чланком, преузиман из ренесансних књига из 15. вијека.